# Schloss Großkmehlen

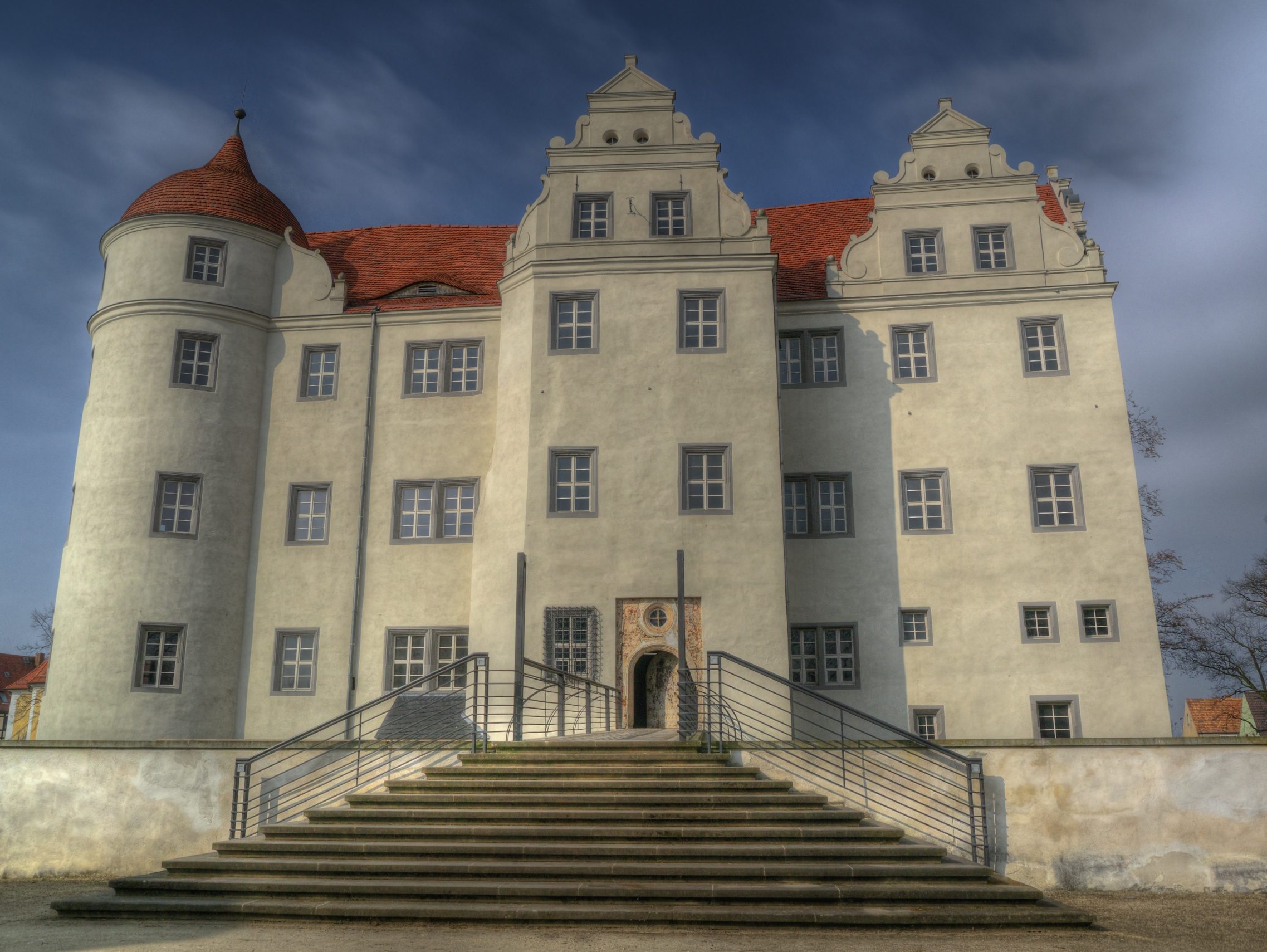
Schloss Großkmehlen, Portal

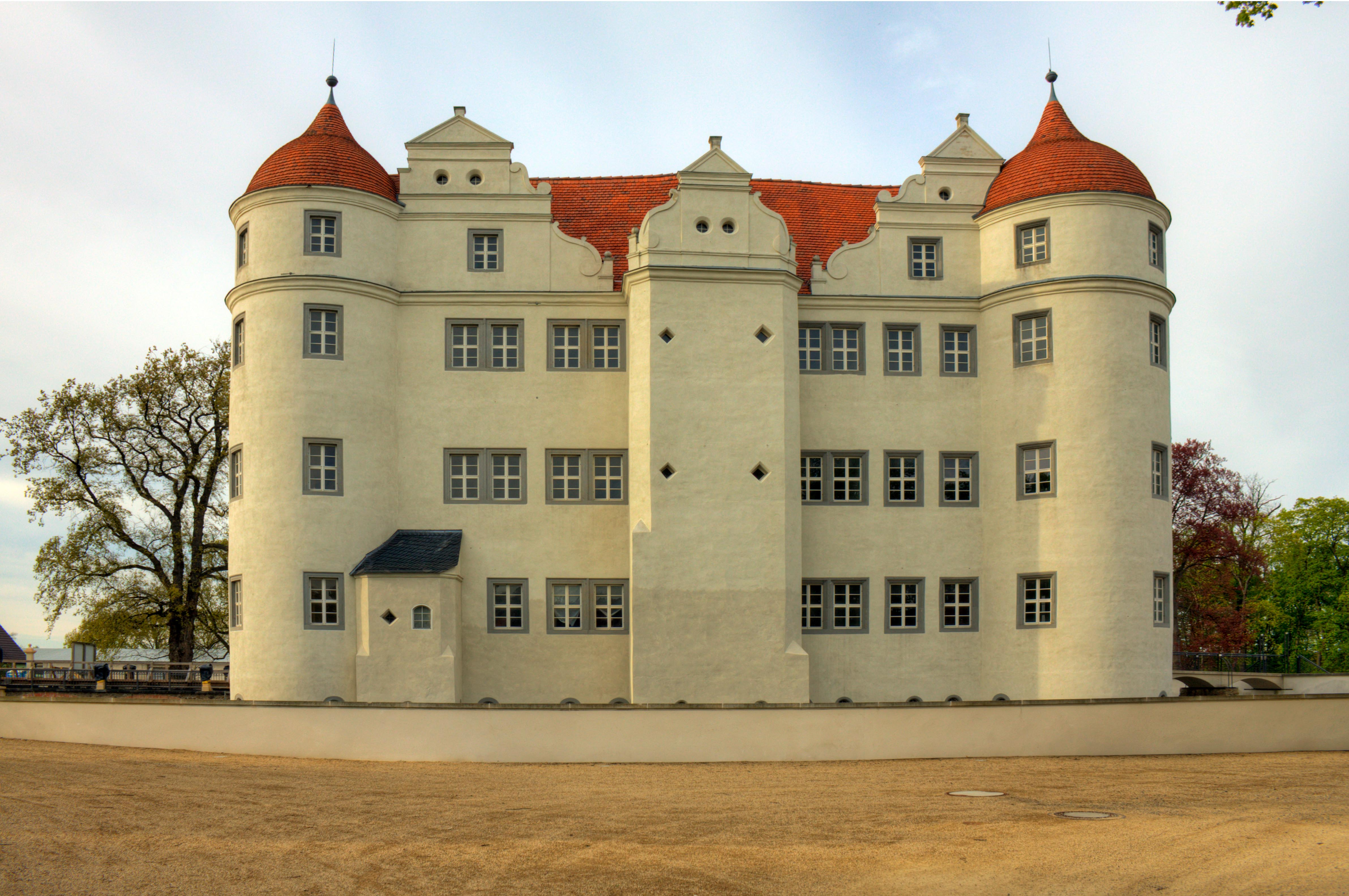
Seitenansicht

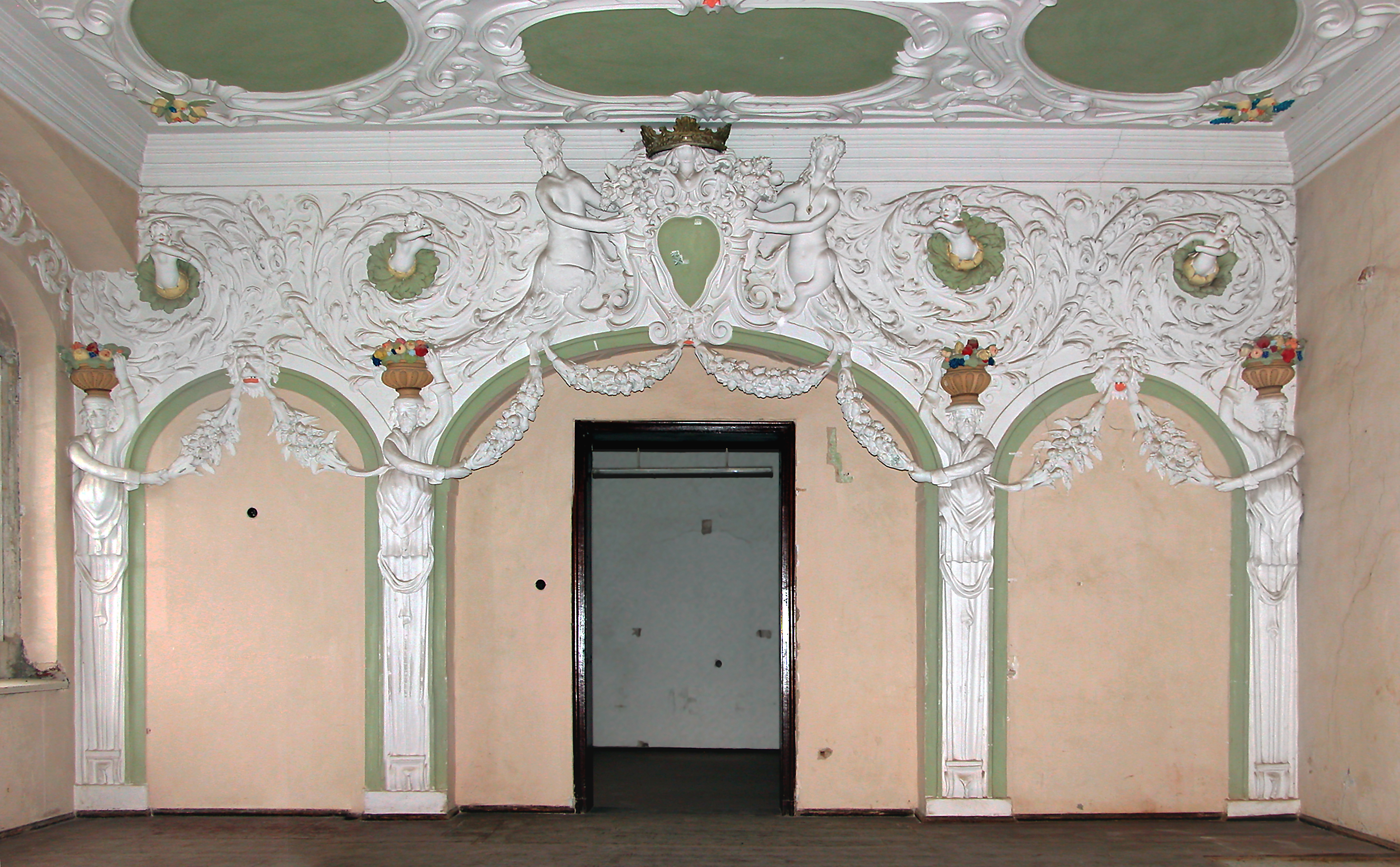
Schloss Großkmehlen, Stucksaal im 1. OG

Das Schloss Großkmehlen befindet sich im südbrandenburgischen Ort Großkmehlen im Landkreis Oberspreewald-Lausitz. Das denkmalgeschützte Wasserschloss mit seinen Nebengebäuden ist Eigentum der Brandenburgischen Schlösser GmbH.
Das Wasserschloss liegt in einem vier Hektar großen Landschaftspark, in dem sich auch ein Pavillon befindet. Südlich des Schlosses steht die ebenfalls denkmalgeschützte St.-Georgs-Kirche. Am zweiten Septembersonntag jeden Jahres findet anlässlich des Tags des offenen Denkmals auf dem Areal das Schloss- und Hopfenfest statt.

## Geschichte

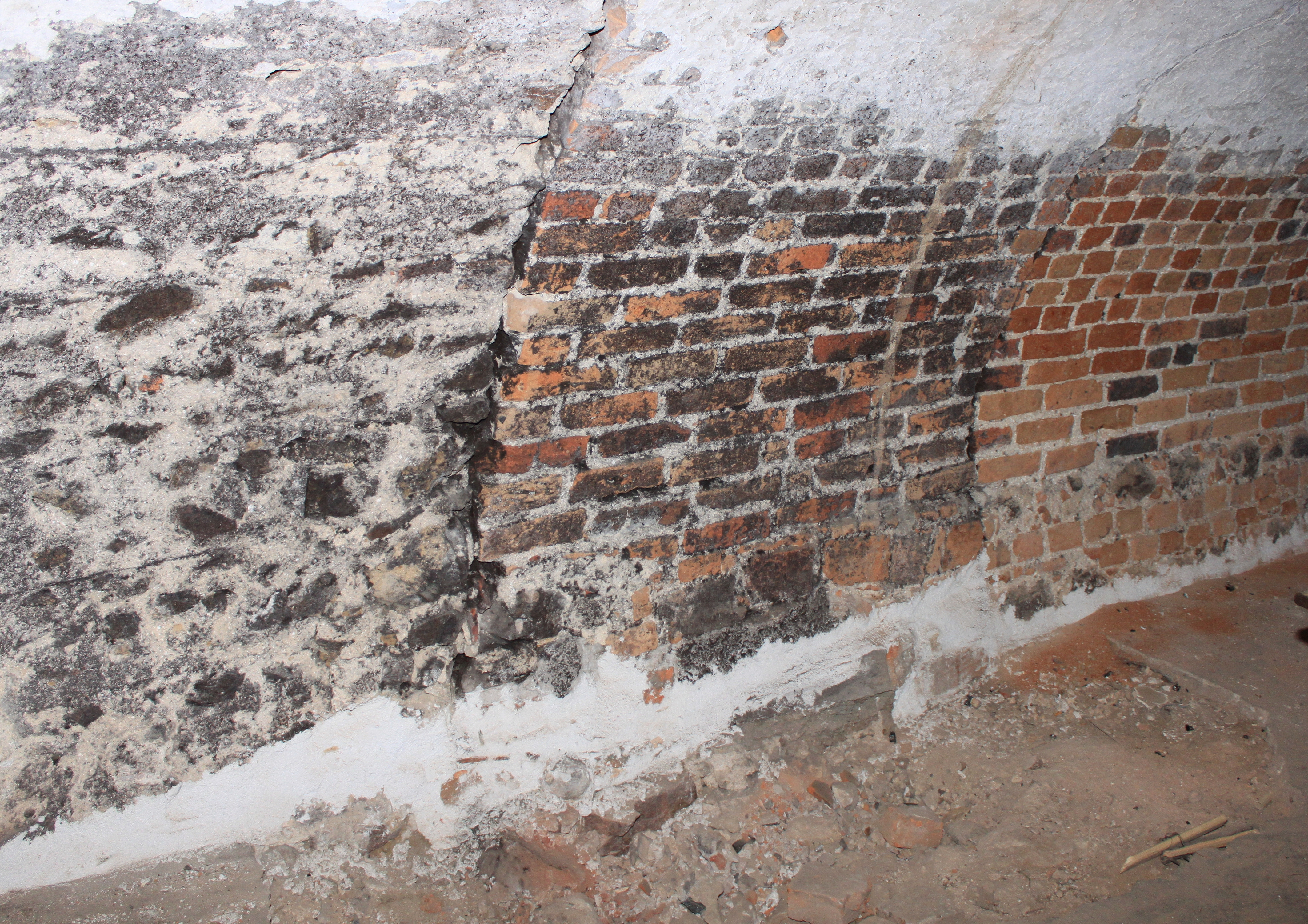
Tonnengewölbe im Keller mit sichtbaren Baustufen

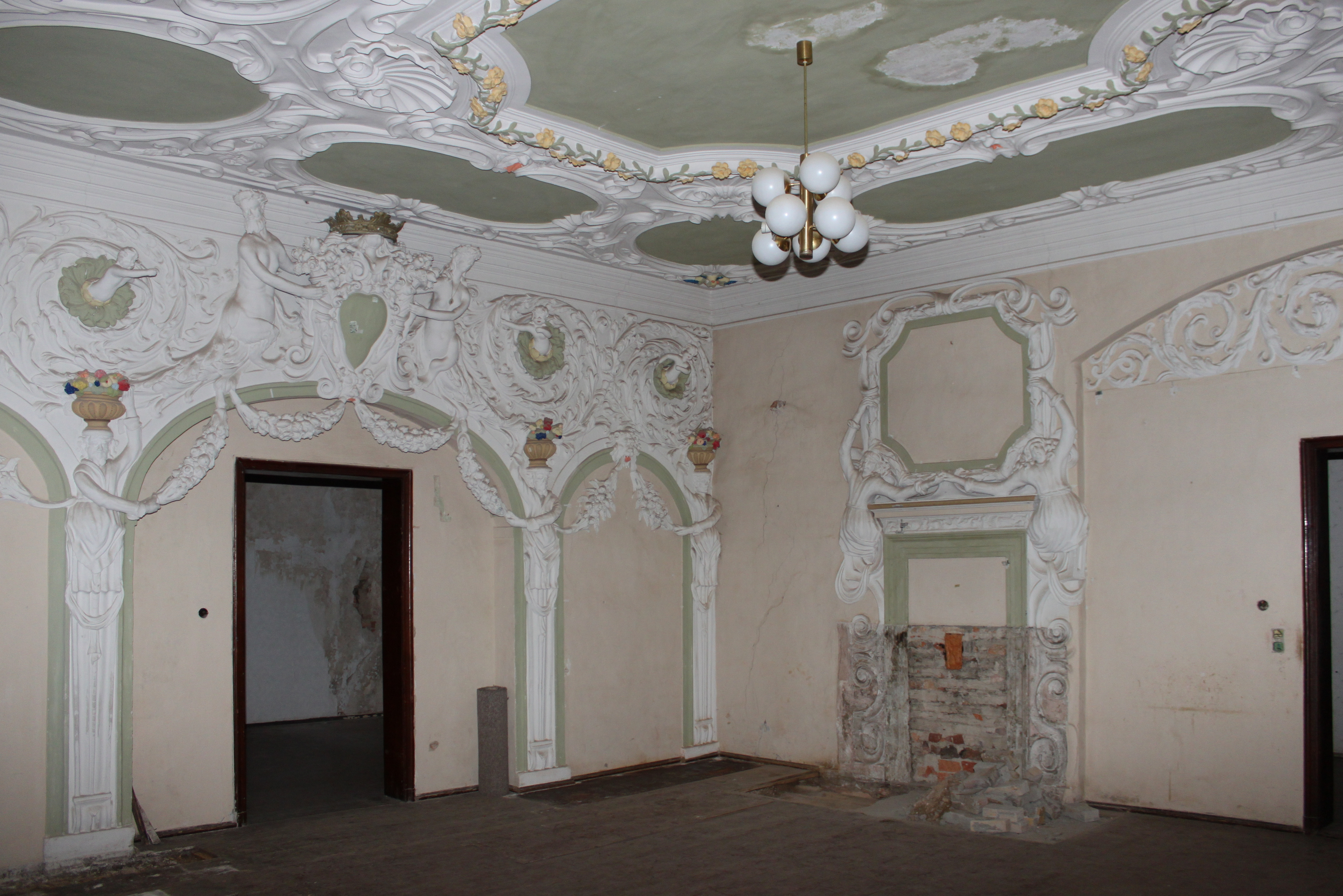
Farbige Stuckaturen im großen Saal

Um das Jahr 1200 entstanden im Gebiet der Pulsnitz und der Schwarzen Elster Grenzschutzanlagen, denn in diesem Gebiet trafen sich die Interessen der Mark Meißen sowie der Ober- und Niederlausitz. Die damalige Burganlage in Großkmehlen war als Burghügel auf der Meißner Seite der Pulsnitz angelegt. Auf der gegenüberliegenden Seite in der Oberlausitz entstand in Lindenau ebenfalls eine Anlage, aus der sich das Schloss Lindenau entwickelte.
Später wurde die Burganlage in Großkmehlen zu einem Steinbau mit Wohnturm, angebautem Palas und Torturm verändert. Der damit entstandene Rechteckbau umschloss einen Innenhof. Seit dem 14. Jahrhundert wurde die Familie von Lüttichau mit dem Rittergut Groß-Kmehlen belehnt. 1540 kam es zu einer Erbteilung, infolge derer die Burganlage geteilt wurde. Mit dem Domherrn zu Meißen Wolfgang von Lüttichau und Seifried von Lüttichau stammen zwei überregional bedeutsame Gelehrte aus Großkmehlen.
Das heutige Schloss ist ein Renaissancebau aus der Mitte des 16. Jahrhunderts, der den seinerzeit bestehenden Vorgängerbau einbezieht. Bei Umbauarbeiten in der Mitte des 17. Jahrhunderts wurden im ersten Obergeschoss barocke Stuckaturen angebracht, die wahrscheinlich von italienischen Künstlern stammen.
Im 19. Jahrhundert war das Besitztum des so genannten Alten Theils von Großkmehlen in den Händen der Familie von Jähnichen. Der Neue Theil ging in die Hände der briefadeligen norddeutschen Familie von Altrock, dann den Geschwistern von Altrock. Erstgenannt wurde Friedrich von Altrock (1791–1832), verheiratet mit Luise Wilhelmine von Trützschler und Falkenstein, Herrin auf Großkmehlen, nachfolgend nach der Scheidung in zweiter Ehe mit Agathe von Kerssenbrock (1803–1864). Um 1857 wiederum steht in alten Handmatrikeln Frau Oberstleutnant Marie Adelheid von Bojanowski, geborene von Altrock, als Gutsbesitzerin. Nach Constantin von Altrock hatte seine Familie von 1814 bis 1880 Eigentum in Großkmehlen. Die Gothaischen Genealogischen Taschenbücher führen allerdings auch teilweise die Schwiegersöhne, wie Oberstleutnant Karl von Altenbockum, als Gutsbesitzer auf.
Letzter Eigentümer des Schlosses war die fürstliche Familie zu Lynar, die auch Schloss Lindenau besaß. Mit Ende des Zweiten Weltkrieges musste sie Großkmehlen verlassen und wurde im Zuge der Bodenreform enteignet. Das Schloss diente nachfolgend als Pflege- und Altersheim. Ab 1993 stand das sanierungsbedürftige Gebäude leer. Erhaltungsmaßnahmen fanden ab 1997 statt. In jenem Jahr wurde der Landkreis Eigentümer. Ihm folgte im Jahr 2000 die Brandenburgische Schlössergesellschaft. Schloss, Schlosspark und Gutshof werden bis 2013 mit 6 Millionen Euro finanziert. Das Schloss soll teils zum Gemeinschaftszentrum von Großkmehlen werden, teils steht es zur Vermietung zur Verfügung. Auf dem Gelände entstand auch ein Depot für die Freiwillige Feuerwehr, am Rande des Geländes ein Heizkraftwerk.

## Baubeschreibung

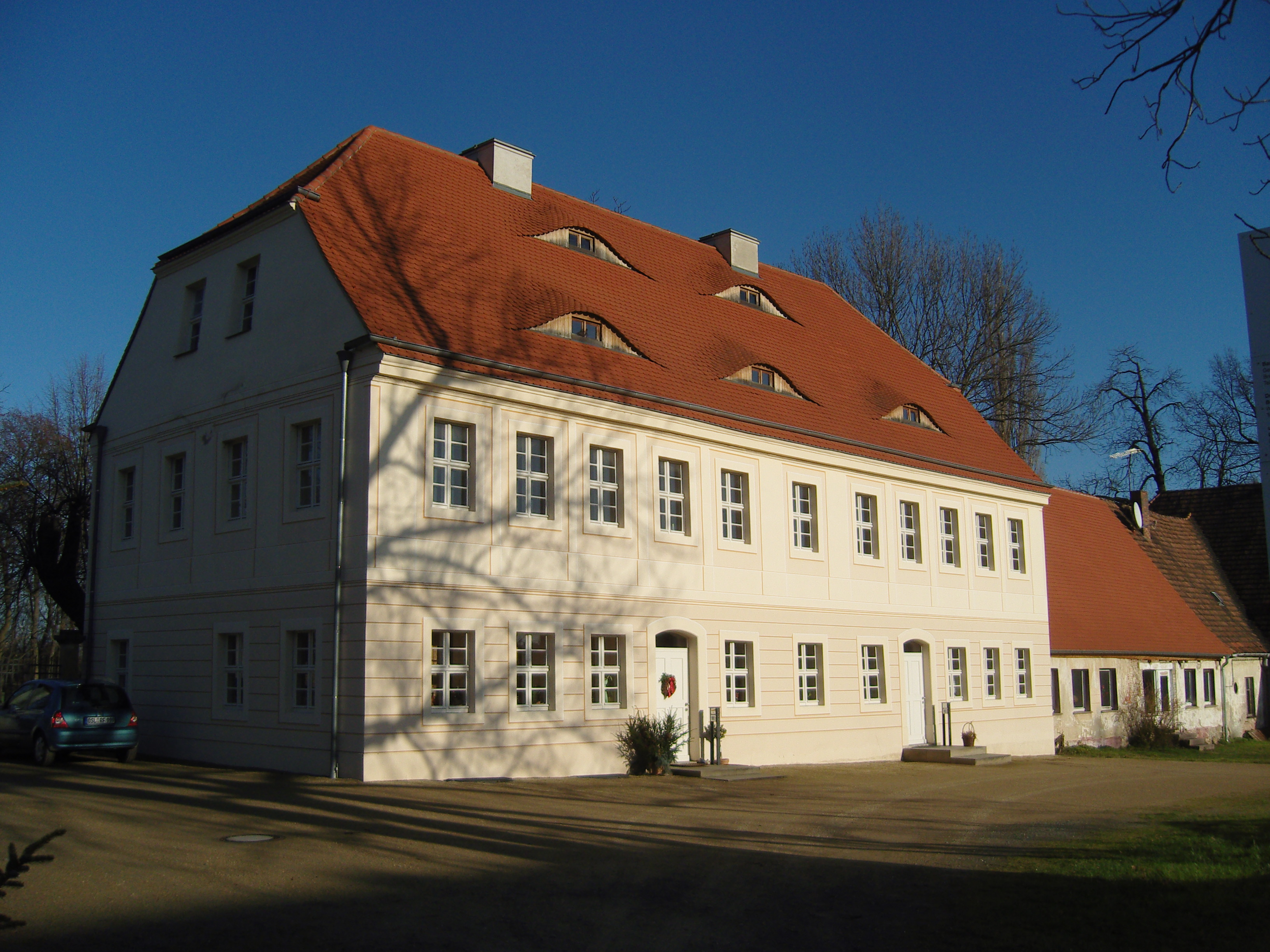
Jägerhaus

Als bauliches Vorbild diente das Schloss Moritzburg. Das Äußere des dreigeschossigen Wasserschlosses ist von hohen Satteldächern und Renaissancegiebeln geprägt und von einem Wassergraben umgeben. Es besteht aus dem Ost- und Westbau, zwei getrennten Gebäuden, die seit dem 19. Jahrhundert durch zwei kleine Durchbrüche miteinander verbunden sind.
Das Schloss verfügt über spätgotische Elemente, die noch von seinem Vorgängerbau stammen. Dazu gehören Zellengewölbe, Vorhangbogenfenster und Türeinfassungen mit Stabüberschneidung. Sie lassen eine Verbindung zu Arnold von Westfalen, dem Erbauer der Albrechtsburg in Meißen, zu. Bei den Umbaumaßnahmen im 17. Jahrhundert wurde dem mittelalterlichen Bau ein Mauer-Turm-Kranz und ein Trichterdachstuhl aufgesetzt.
Das Jägerhaus ist ein Nebengebäude des Schlosses mit repräsentativem Charakter. Es wird vermutet, dass es von den Schlossbesitzern als Winterwohnung genutzt wurde, da es leichter zu heizen war. Ebenso wie das Schloss ist auch das Jägerhaus zweigeteilt.

## Schlosspark

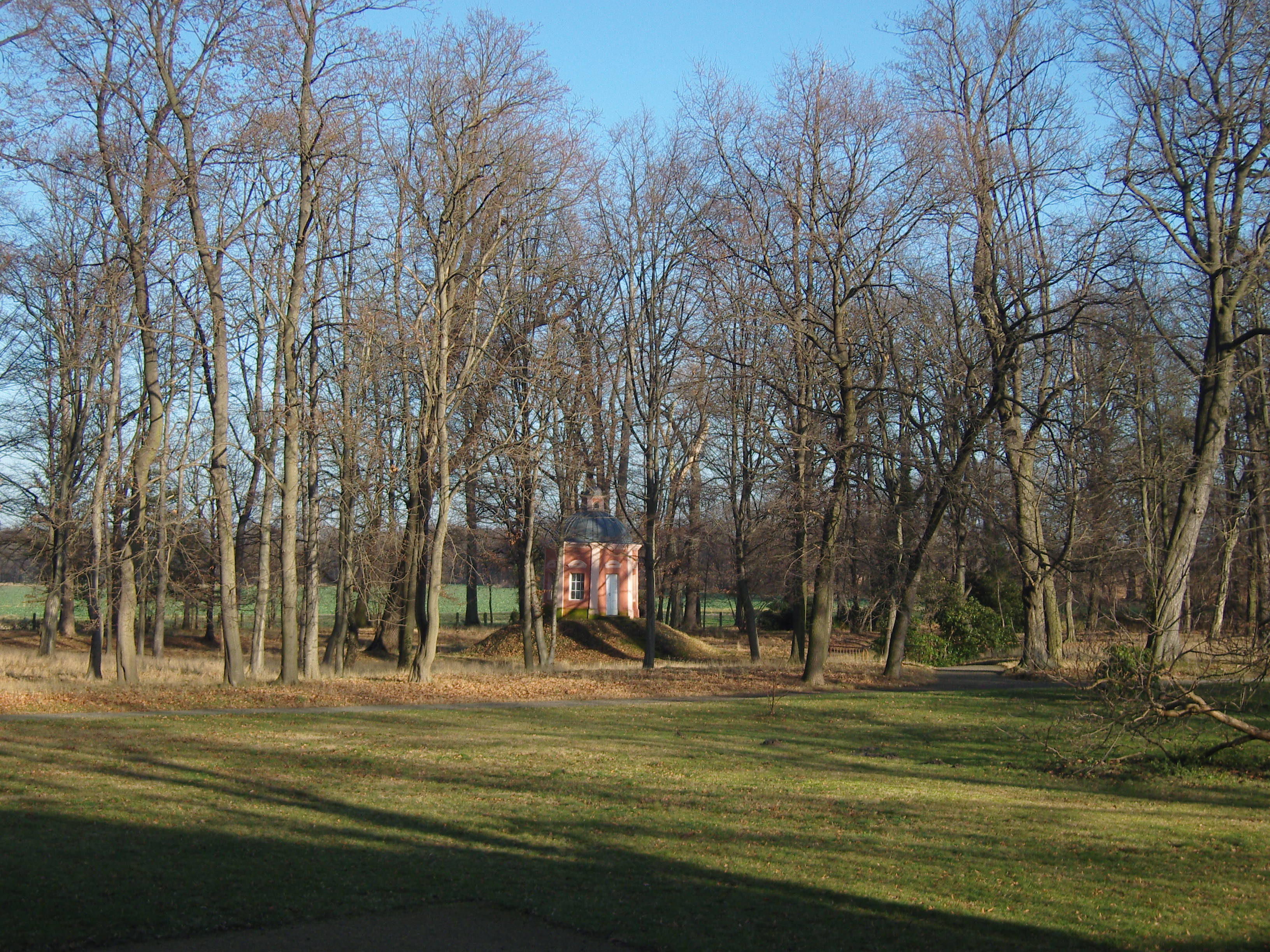
Schlosspark mit Pavillon

Der ausgedehnte Schlosspark entstand Ausgang des 17. Jahrhunderts. Er wuchs seit 1717 durch einen von Johanna Eleonore von Lüttichau (später von Brause) angelegten eichenbestandenen Reitweg entlang des Mühlengrabens (Neue Pulsnitz) nach Lindenau mit der dortigen Parkanlage zusammen. Durch gartendenkmalpflegerische Untersuchungen zeigt sich im Großkmehlener Park eine ursprünglich durchgeplante Barockkonzeption (einschließlich einer „Lustschanze“), deren Mittelpunkt der noch erhaltene Pavillon darstellt. Ziel der Schlosseigentümerin (Brandenburgische Schlösser GmbH) ist die schrittweise Rekonstruktion der Anlage. Weitere Zeugen der Parkgeschichte sind Reste der formalen barocken Bepflanzung (vor allem Eichen-Baumreihen), symmetrische Alleen sowie der Schlossteich.